# Titularbistum Thuburnica
Das Bistum Thuburnica (ital.: diocesi di Tuburnica, lat.: Dioecesis Thuburnicensis) ist ein Titularbistum der römisch-katholischen Kirche.
Es geht zurück auf einen untergegangenen Bischofssitz in der gleichnamigen antiken Stadt, die in der römischen Provinz Africa proconsularis (heute nördliches Tunesien) lag. Der Bischofssitz war der Kirchenprovinz Karthago zugeordnet.
| Titularbischöfe von Thuburnica |                                                         |                                                             |                   |                  |
| Nr.                            | Name                                                    | Amt                                                         | von               | bis              |
| 1                              | Attilio Beltramino IMC                                  | Apostolischer Vikar von Iringa (Tanganjika)                 | 8. Januar 1948    | 25. März 1953    |
| 2                              | Cyprien-Louis-Pierre-Clément Tourel                     | Weihbischof in Montpellier (Frankreich)                     | 4. Februar 1955   | 24. Februar 1958 |
| 3                              | Heinrich Tenhumberg                                     | Weihbischof in Münster (Deutschland)                        | 28. Mai 1958      | 7. Juli 1969     |
| 4                              | Barthélémy Malunga                                      | Weihbischof in Kamina (Demokratische Republik Kongo)        | 24. Juli 1969     | 11. März 1971    |
| 5                              | Matthias N’Gartéri Mayadi                               | Weihbischof in Sarh (Tschad)                                | 28. Oktober 1985  | 7. März 1987     |
| 6                              | José Saraiva Martins CMF Titularerzbischof pro hac vice | Sekretär der Kongregation für das katholische Bildungswesen | 26. Mai 1988      | 21. Februar 2001 |
| 7                              | Christopher Cardone OP                                  | Weihbischof in Gizo (Salomonen)                             | 27. März 2001     | 19. Oktober 2004 |
| 8                              | José Leopoldo González González                         | Weihbischof in Guadalajara (Mexiko)                         | 15. November 2005 | 19. März 2015    |
| 9                              | Rolf Steinhäuser                                        | Weihbischof in Köln (Deutschland)                           | 11. Dezember 2015 |                  |